# Евдокија (ћерка цара Валентинијана III)
Евдокија /ј уː ˈ д оʊ ʃ ә / или Еудокиа /ј уː ˈ д ɒ к ʃ ә / (439 – 466/474?) је била најстарија ћерка римског цара Валентинијана III и његове жене царице Лициније Евдоксије . Тако је била унука по мајчиној страни источног цара Теодосија II и његове жене, песникиње, царице Елије Евдокије ; а са очеве стране западног цара Констанција III и његове жене царице Гале Плацидије.

## Биографија
Средином 440-их, у доби од пет година, Евдокија је била верена за Хунерика, сина вандалског краља Гејсериха. Овај ангажман је послужио јачању савеза између Западног двора и Вандалског краљевства у Африци. Међутим, у то време није дошло до њиховог брака, јер Евдокија још није била пунолетна.
Евдокијин отац је убијен 455. године, а његов наследник, цар Петроније Максим, приморао је Евдокијину мајку да се уда за њега, а саму Евдокију да се уда за његовог сина цезара Паладија. Као одговор, Вандали су (наводно на захтев Евдокијине мајке) напали Италију и заробили Евокију, њену мајку и њену млађу сестру Плацидију. После седам година, Евдокијина мајка и сестра послате су у Цариград, док је Евдокија остала у Африци и удала се за Хунерика 460. године. Имали су сина Хилдерика, који је владао као краљ Вандала, од 523. до 530. године.
У неко време након Хилдериковог рођења, Евдокија се повукла у Јерусалим због верских разлика са својим аријанским мужем. Тамо је умрла и сахрањена у гробу своје баке царице Елије Евдокије.